# Phyllogomphoides bifasciatus
Phyllogomphoides bifasciatus – gatunek ważki z rodziny gadziogłówkowatych (Gomphidae). Występuje na terenie Ameryki Środkowej.